# Opius borneanus
Opius borneanus är en stekelart som beskrevs av Fischer 1962. Opius borneanus ingår i släktet Opius och familjen bracksteklar. Inga underarter finns listade i Catalogue of Life.